# Trupochalcididae
Trupochalcididae (лат.) — ископаемое семейство мелких наездников из инфраотряда Proctotrupomorpha (Apocrita). Меловой период (122—83 млн лет). Россия (Таймырский янтарь, Сибирь) и Австралия (Koonwarra). Известно два рода и 2 вида.

## Описание
Мелкие перепончатокрылые насекомые (от 1,7 мм до 3,4 мм). Усики 15-члениковые. Антенна прикреплена отчетливо над наличником, с коротким жгутиком из 13 члеников, без сенсилл многочлениковой пластинки. Переднее мезосомальное дыхальце, вероятно, под задним (не дорсальным) пронотальным краем, пронотум достигает тегула. Метасома с одним отчетливым сегментом-петиолем, с неполным прилеганием апикального наружного тергума и стернума и неполным закрытием метасомального апекса, с гениталиями, видимыми снаружи. Филогенетическая интерпретация вышеуказанных диагностических признаков в основном говорит о том, что они, являются предположительно плезиоморфными, 13-сегментный жгутик предположительно апоморфен для Hymenoptera, но является основным признаком в Microprocta, а первый метасомальный сегмент, модифицированный в петиоль, является единственной предположительной синапоморфией семейства.

## Систематика
Известно два ископаемых рода и 2 вида. Семейство было впервые выделено в 1975 году российским гименоптерологом и палеоэнтомологом Михаилом Алексеевичем Козловым (Зоологический институт РАН, Санкт-Петербург) и первоначально помещено в Proctotrupoidea рядом с Austroniidae и позднее с ним объединялось. Первоначально Cretacoformica была описана как муравей (Jell & Duncan, 1986), а затем перенесена в Diapriidae, что впоследствии было поставлено под сомнение. Расницын и Ом-Кюнле (2019) согласились с тем, что Cretacoformica не подходит для диагностики Diapriidae, и предложили новое семейство, не помещенное в Proctotrupomorpha. Они ссылаются на сходство Cretacoformica с Diapriidae, Serphitidae, Khutelchalcididae и Jurapriidae и упускают более близкое сходство с Trupochalcididae. Rasnitsyn & Öhm-Kühnle (2019) включили Iberopria Engel et al., 2013 в Cretacoformicidae. Однако у последнего рода антенна прикреплена к отдельному выступу и имеет характерно удлиненный скапус, поэтому его оставили в Diaprioidea.
- Cretacoformica Jell & Duncan, 1986 — Австралия (Koonwarra)[4]
- Trupochalcis Kozlov in Rasnitsyn, 1975 — Россия (Таймырский янтарь)[5]